# 枝元真徹
枝元 真徹（えだもと まさあき、1961年3月9日 - ）は、日本の農林水産官僚。
農林水産事務次官、農林水産省大臣官房長、農林水産省生産局長などを歴任した。

## 来歴
1961年、鹿児島県出身。高校は鹿児島県立加治木高校に通い、東京大学に進学した。
1984年に東京大学法学部第1類（私法コース）を卒業し、農林水産省に入省。
生産局長や農林水産省大臣官房長などを歴任し、2020年8月に農林水産事務次官に就任。2022年6月28日、退任。翌2023年1月1日、新日本科学顧問に就任。同年6月7日、大日本水産会会長に就任。

## 略歴
- 1961年 - 鹿児島県で生まれる
- 1984年3月 - 東京大学法学部第1類（私法コース）卒業
- 1984年4月 - 農林水産省入省。林野庁林政部林政課
- 1991年9月 - 林野庁業務部経営企画課課長補佐（総務班担当）
- 1993年7月 - 農林水産省経済局農業協同組合課課長補佐（総務班担当）
- 1995年7月 - 埼玉県農林部農政課長
- 1998年4月 - 農林水産省大臣官房文書課課長補佐（企画班担当）
- 1999年10月 - 農林水産省大臣官房文書課課長補佐（総括）
- 2000年6月 - 農林水産省大臣官房企画室調査官
- 2000年6月 - （併）農林水産省大臣官房文書課
- 2000年9月 - 農林水産省大臣官房文書課付
- 2001年6月 - 外務省在中華人民共和国日本国大使館参事官
- 2005年3月 - 農林水産省大臣官房付
- 2005年7月 - 農林水産省総合食料局食品産業企画課長
- 2006年10月 - 農林水産省総合食料局食糧部計画課長
- 2009年7月 - 農林水産省農村振興局総務課長
- 2011年8月 - 農林水産省大臣官房秘書課長
- 2013年7月 - 水産庁資源管理部長
- 2015年7月 - 内閣官房内閣審議官（内閣官房副長官補付）
- 2015年7月 - （命）内閣官房消費税価格転嫁等対策推進室
- 2015年7月 - （併）内閣府大臣官房消費税価格転嫁等相談対応室長
- 2015年7月 - （併）水産庁資源管理部長（～2015年8月）
- 2016年6月 - 農林水産省生産局長
- 2019年7月 - 農林水産省大臣官房長
- 2020年8月 - 農林水産事務次官
- 2022年6月 - 辞職
- 2023年1月 - 新日本科学顧問[8]
- 2023年6月 - 大日本水産会会長[9]